# Запорожченко Григорій Андрійович
Григорій Андрійович Запорожченко (нар. 19 квітня 1907 — пом. 30 листопада 1979) — старший сержант Червоної армії часів Другої світової війни, командир відділення зв'язку 104-ї гвардійської окремої роти 73-ї гвардійської стрілецької дивізії 7-ї гвардійської армії, Герой Радянського Союзу (1943).

## Життєпис
Народився 19 квітня 1907 року у м. Ізюм Харківської області в селянській родині. Українець.
Закінчив 7 класів, з 1932 року працював на виробництві.

## Друга світова війна
З липня 1942 на фронті. В ніч на 25 вересня 1943 року разом з передовими підрозділами форсував річку Дніпро в районі села Бородаївка Верхньодніпровського району Дніпропетровської області та проклав через Дніпро кабельну лінію. Під час наступних боїв зв'язківці відділення Запорожченко Г. А. усунули близько 100 поривів кабелю, брали участь у відбитті численних атак танків та піхоти супротивника.

## Після війни
Після війни демобілізований. Повернувся на Харківщину. Працював у колгоспі. Помер 30 листопада 1979 року. Похований у смт Борова.